# Søren Christensen
Søren Christensen (ur. 31 października 1940 w Gentofte) – duński polityk, pełniący funkcję królewskiego administratora Wysp Owczych (dziewiąty – licząc od 1948 roku – reprezentant monarchy i państwa na archipelagu) od 1 sierpnia 2005 do 1 stycznia 2008.
16 kwietnia 2006 został odznaczony krzyżem komandorskim Orderu Danebroga